# Padiaschaichi
Padiaschaichi war ein altägyptischer Juwelier, der in der frühen Ptolemäerzeit (Ende 4. / Anfang 3. Jahrhundert v. Chr.) lebte.
Padiaschaichi ist heute nur noch durch seine Erwähnung in zwei in demotischer Sprache verfassten Urkunden bekannt, in denen es um den Besitz an Grundstücken geht. Padiaschaichi wird in beiden Fällen als Nachbar dieser Grundstücke genannt. Aus ihnen geht hervor, dass er als Juwelier am Amun-Tempel von Karnak in Theben-Ost beschäftigt war.